# Броваллиус, Ирья
Агнес Ирья Броваллиус (швед. Agnes Irja Browallius; 13 октября 1901, Хельсинки — 9 декабря 1968, Лидингё) — шведская писательница. Её произведения отличаются психологическим реализмом и использованием диалекта провинции Нерке, в которой происходит действие многих её книг.

## Биография и творчество
Ирья Броваллиус родилась в 1901 году в Хельсинки. Её родителями были Карл Броваллиус и Герда Пизани, странствующие актёры. Вскоре после рождения дочери они переселились в Швецию. Детство Ирьи прошло в Сёдермальме, где жил её дедушка по материнской линии, иммигрант из Италии. Затем родители девочки развелись, и она осталась с матерью и сестрой.
Окончив школу в Стокгольме, Ирья начала изучать медицину, но обучение не закончила, поскольку у неё обнаружили туберкулёз. После длительного лечения она некоторое время занималась живописью, а затем начала работать учительницей младших классов. Она также много читала, в том числе русскую литературу, оказавшую на неё большое влияние, — Достоевского, Чехова, Горького — и французскую: Флобера, Мопассана, Пруста, Анатоля Франса. В 1927 году она получила место учительницы в Глоттре (Нерке), где работала и её сестра Грета. Сельская местность с её обычаями были совершенно незнакомы Ирье, ранее жившей в городе, и под влиянием новых впечатлений она начала писать. Её первая книга, сборник новелл «Vid byvägar och älgstigar», вышла в 1934 году. В ней писательница использовала местный диалект, хотя её собственным языком был стандартный шведский.
В 1935 году вышел роман «Josef gipsmakare», посвящённый итальянскому дедушке писательницы и жизни иммигрантов в Швеции. В следующем романе, «Plats på scenen!», описывалась жизнь актёров, знакомая Ирье по рассказам родителей. Однако наибольший успех имели романы «Synden på Skruke» (1937), «Elida från gårdar» (1938) и «Två slår den tredje» (1939): трагические, фаталистичные семейные драмы, написанные с большим психологическим реализмом.
В 1937 году Ирья Броваллиус переехала в Эребру, где жила её мать. Она перестала преподавать и зарабатывала на жизнь исключительно литературным творчеством. В 1941 году она была избрана членом литературного Общества девяти (Samfund De Nio), из которого, однако, вышла через восемь лет по собственному желанию. В 1942 году Броваллиус опубликовала роман «Ringar på vattnet», в котором описывается прибытие молодой учительницы в маленькую деревушку и контраст между городской и деревенской культурой. В следующем году вышел единственный исторический роман писательницы — «Eldvakt». Книгу 1947 года, «Jord och himmel», критики назвали лучшим романом на тему религии со времён «Åsa-Hanna» Элин Вегнер. В 1951 году был опубликован роман «Vänd ryggen åt Sivert», который Маргит Абениус, занявшая место Ирьи Броваллиус в Обществе девяти, назвала «шедевром» и «вершиной шведской прозы».
В 1950-х — 1960-х годах Броваллиус создала трилогию о девочке, растущей без отца и воспитывающейся в чужих семьях: «Paradisets dagg»(1957), «Vårbräckning» (1959) и «Om sommaren sköna» (1961). В двух других её книгах, «Skur på gröna knoppar» (1965) и «Instängd» (1967), главной героиней также является приёмная девочка. В общей сложности за свою литературную карьеру писательница опубликовала 22 романа, три сборника новелл и одну пьесу.
Ирья Броваллиус умерла в 1968 году в Лидингё. В некрологе, опубликованном в Aftonbladet, она была названа одним из самых выдающихся писателей-реалистов Швеции XX века.